# Jozef Adamec
Pour les articles homonymes, voir Adamec.
Jozef Adamec (né le 26 février 1942 à Vrbové en Tchécoslovaquie (aujourd'hui en Slovaquie) et mort le 24 décembre 2018 à Trnava) est un joueur et entraîneur  tchécoslovaque puis slovaque de football.

## Biographie

### Club
Jozef Adamec est sacré à sept reprises champion de Tchécoslovaquie, deux fois avec le Dukla Prague (1962 et 1963) et cinq fois avec le Spartak Trnava (1968, 1969, 1971, 1972 et 1973). Il inscrit un total de 170 buts dans le Championnat tchécoslovaque, et remporte le titre de meilleur buteur à quatre reprises (1967, 1968, 1970 et 1971). Sur le plan européen, il est demi-finaliste de la Coupe des clubs champions européens 1968-1969 avec le Spartak Trnava .

### International
Jozef Adamec compte 44 sélections en équipe de Tchécoslovaquie de football de 1960 à 1974, marquant 14 buts. Il dispute avec cette sélection trois matches de la Coupe du monde de football de 1962 (la Tchécoslovaquie termine finaliste) et trois matches de la Coupe du monde de football de 1970 (la sélection est éliminée dès la phase de groupes). Il marque notamment un triplé en amical contre le Brésil en juin 1968 à Bratislava.

### Entraîneur
Jozef Adamec entraîne plusieurs clubs slovaques et tchèques. Il est le sélectionneur de l'équipe de Slovaquie de 1999 à 2001.

## Palmarès de joueur

### Avec le Dukla Prague
- Vainqueur du Championnat de Tchécoslovaquie en 1962 et en 1963

### Avec le Spartak Trnava
- Vainqueur du Championnat de Tchécoslovaquie en 1968, 1969, 1971, 1972 et 1973
- Vainqueur de la Coupe de Tchécoslovaquie en 1967, 1971 et 1975
- Vainqueur de la Coupe Mitropa en 1967
- Finaliste de la Coupe Mitropa en 1968

### Avec l'équipe de Tchécoslovaquie
- Finaliste de la Coupe du monde de football de 1962

### Distinctions individuelles
- Meilleur buteur du Championnat de Tchécoslovaquie en 1967, 1968, 1970 et 1971.

## Palmarès d'entraîneur

### Avec l'Inter Bratislava
- Vainqueur de la Coupe de Slovaquie en 1995